# 馬來西亞坦米爾人
馬來西亞坦米爾人又稱坦米爾裔馬來西亞人，為马来西亚出生或移民至該地的泰米尔人，佔馬來西亞印度人90%以上。大多數馬來西亞坦米爾人自英属印度時期移民至馬來西亞，大英帝国引進印度工人至種植園進行工作，而有部分為生活超過千年的坦米爾社群。